# Vladislav Bykanov
Vladislav Bykanov est un patineur de vitesse sur piste courte israélien.

## Biographie
Bykanov naît le 19 novembre 1989 à Lviv, en Ukraine, et déménage en 1994 en Israël. En 1998, il commence le short-track à Metoula, en Israël. En 2009, il part à Calgary, où il rencontre l'entraîneur de l'équipe nationale néerlandaise Jeroen Otter. Quand Otter retourne dans son pays, il le suit et il s'entraîne avec l'équipe nationale néerlandaise à Heerenveen. Il estime ne pas pouvoir s'entraîner correctement en Israël dans les conditions actuelles, en particulier par manque d'infrastructures, mais affirme vouloir rentrer un jour chez lui. 
Il considère le skieur Michael Edwards comme son modèle.

## Carrière
Aux Jeux olympiques de Sotchi, il est le porte-drapeau de la délégation israélienne. En 2015, il est le premier patineur de vitesse sur piste courte israélien à arriver sur un podium européen, quand il remporte le 3000 mètres en Championnats d'Europe.